# Gods & Monsters
«Gods & Monsters» — сингл американской певицы Ланы Дель Рей со сборника «Paradise», которая так же вошла в альбом «The Paradise Edition». Сингл Gods & Monsters был выпущен 9 ноября 2012 года, вместе с выходом самого сборника «Paradise». Авторами сингла являются Лана Дель Рей и Тим Ларкомбе, а продюсерами выступили Эмили Хейни и Ларкомбе.
Американская актриса Джессика Лэнг исполнила кавер на сингл Gods & Monsters для четвертого сезона под названием «Фрик шоу» известного американского сериала «Американская история ужасов» для эпизода «Эдвард Мордрейк (Часть 1)». 22 октября 2014 года кавер-версия в исполнении актрисы стала доступна для покупки в iTunes.

## История создания
Авторами сингла являются сама Лана Дель Рей и Тим Ларкомбе. Продюсерами выступили Эмили Хейни и Ларкомбе. Песня была написана ещё в начале 2012 года и предполагалась на выпуск вместе с альбомом «Born to Die», но вошла сразу в два сборника, оба которые были выпущены осенью 2012 года в iTunes — «Paradise» и «The Paradise Edition». В то же время Лана записала ещё 2 песни «Bel Air» и «Body Electric», которые вместе с синглом Gods & Monsters стали официальными саундтреками к собственному короткометражному фильму Ланы, который получил название «Tropico». Презентация фильма прошла 4 декабря 2013 года в Cinerama Dome, Голливуд, Калифорния. После фильм стал доступен для просмотра на YouTube. Все три песни стали доступны для скачивания вместе с фильмом в всемирном iTunes Store с 6 декабря 2013 года.
Американская актриса Джессика Лэнг исполнила кавер на сингл Gods & Monsters для четвертого сезона под названием «Фрик шоу» известного американского сериала «Американская история ужасов» для эпизода «Эдвард Мордрейк (Часть 1)». 22 октября 2014 года кавер-версия в исполнении актрисы стала доступна для покупки в iTunes.

## Участники записи
Данные об участниках записи взяты с диска Paradise.
Основные
- Лана Дель Рей — вокал, автор и композитор

Инструменты
- Дэн Хит — рога, продюсирование
- Тим Ларкомбе — клавиатура, гитара, барабаны

Технические
- Джон Дэвис — продюсирование
- Эмили Хейни — аранжировка
- Дэн Хит- струнная аранжировка
- Тим Ларкомбе — продакшен
- Роберт Ортон — редактор

## Чартография
| Чарт (2012-14)                       | Высочайшая позиция |
| ------------------------------------ | ------------------ |
| Франция (SNEP)                       | 91                 |
| UK Singles (Official Charts Company) | 39                 |
| US Hot Rock Songs (Billboard)        | 15                 |

## Кавер-версия Джессики Лэнг
«Gods & Monsters» — кавер-версия сингла американской актрисы Джессики Лэнг, выпущенный 22 октября 2014 года. Сингл был записан в качестве саундтрека для четвертого сезона под названием «Фрик шоу» известного американского сериала «Американская история ужасов» для эпизода «Эдвард Мордрейк (Часть 1)».

## Продвижение сингла
До момента выпуска кавер-версии сингла Ланы Дель Рей, многие издания заинтересовались новостью о выпуске и уделили большое внимание версии в исполнении актрисы Джессики Лэнг

## Реакция критиков
Кавер-версия в исполнении Джессики Лэнг получила хорошие отзывы от критиков, поклонников сериала «Американская история ужасов» и от самой Ланы Дель Рей. Издание Spin похвалило песню, но раскритиковала ситуацию с заменой цензуры в новой версии на другие слова. The Huffington Post раскритиковало песню, отметив что «жуткое исполнение», но добавили, что песня была основным в эпизоде «Эдвард Мордрейк (Часть 1)». BuzzFeed отметило, что Джессика Лэнг отлично исполнила песню.